# Der Wildtöter (Hörspiel, Folken)
Der Wildtöter ist ein Hörspiel von Peter Folken nach Motiven des ersten Lederstrumpf-Romans Der Wildtöter von James Fenimore Cooper. Veröffentlicht wurde es 1977 vom Label Auditon als Langspielplatte und als Compact Cassette.

## Mitwirkende
- Regie:  Peter Folken
- Produktion:  HAFO

Charaktere:
- Wildtöter (auch: Pfadfinder/Nathaniel Natty Bumppo; Waldläufer) – William Mockridge
- Chingachgook (von Delawaren aufgezogener Mohikaner), Häuptling – Johannes Kolberg
- Tom Hutter (Einsiedler) – Gillis van Rappard
- Judith (Hutters Tochter) – Erika Schiel
- Hetty (Hutters Tochter) – Ulla Danz
- Harry March (auch Harry Hurry genannt; Jäger) – Toni Slama
- Rivenoak (Gespaltene Eiche; Häuptling der Huronen) – Peter Folken
- Wahtawah (oder: Wah-ta-Wah; Mohicanerin, Häuptlingstochter) – Dorothea Paschen
- Sumach – Jutta Berger
- Erzähler – Arnold Richter